# Montaigu-le-Blin
Pour les articles homonymes, voir Montaigu et Blin.
Montaigu-le-Blin est une commune française, située dans le département de l'Allier en région Auvergne-Rhône-Alpes.

## Géographie
Jusqu'en mars 2015, Montaigu-le-Blin faisait partie du canton de Varennes-sur-Allier. À la suite du redécoupage des cantons du département, la commune est rattachée au canton de Saint-Pourçain-sur-Sioule.

### Communes limitrophes
Ses communes limitrophes sont :
| Boucé |                     | Cindré |
|       | Montaigu-le-Blin    |        |
|       | Saint-Gérand-le-Puy |        |

### Climat
Pour des articles plus généraux, voir Climat d'Auvergne-Rhône-Alpes et Climat de l'Allier.
En 2010, le climat de la commune est de type climat océanique dégradé des plaines du Centre et du Nord, selon une étude du CNRS s'appuyant sur une série de données couvrant la période 1971-2000. En 2020, Météo-France publie une typologie des climats de la France métropolitaine dans laquelle la commune est dans une zone de transition entre le climat océanique altéré et le climat de montagne ou de marges de montagne et est dans la région climatique Centre et contreforts nord du Massif Central, caractérisée par un air sec en été et un bon ensoleillement.
Pour la période 1971-2000, la température annuelle moyenne est de 11 °C, avec une amplitude thermique annuelle de 16,1 °C. Le cumul annuel moyen de précipitations est de 821 mm, avec 11,1 jours de précipitations en janvier et 7,7 jours en juillet. Pour la période 1991-2020, la température moyenne annuelle observée sur la station météorologique de Météo-France la plus proche, sur la commune de Paray-sous-Briailles à 11 km à vol d'oiseau, est de 11,7 °C et le cumul annuel moyen de précipitations est de 744,7 mm,. Pour l'avenir, les paramètres climatiques de la commune estimés pour 2050 selon différents scénarios d'émission de gaz à effet de serre sont consultables sur un site dédié publié par Météo-France en novembre 2022.

## Urbanisme

### Typologie
Au 1er janvier 2024, Montaigu-le-Blin est catégorisée commune rurale à habitat très dispersé, selon la nouvelle grille communale de densité à 7 niveaux définie par l'Insee en 2022.
Elle est située hors unité urbaine et hors attraction des villes,.

### Occupation des sols

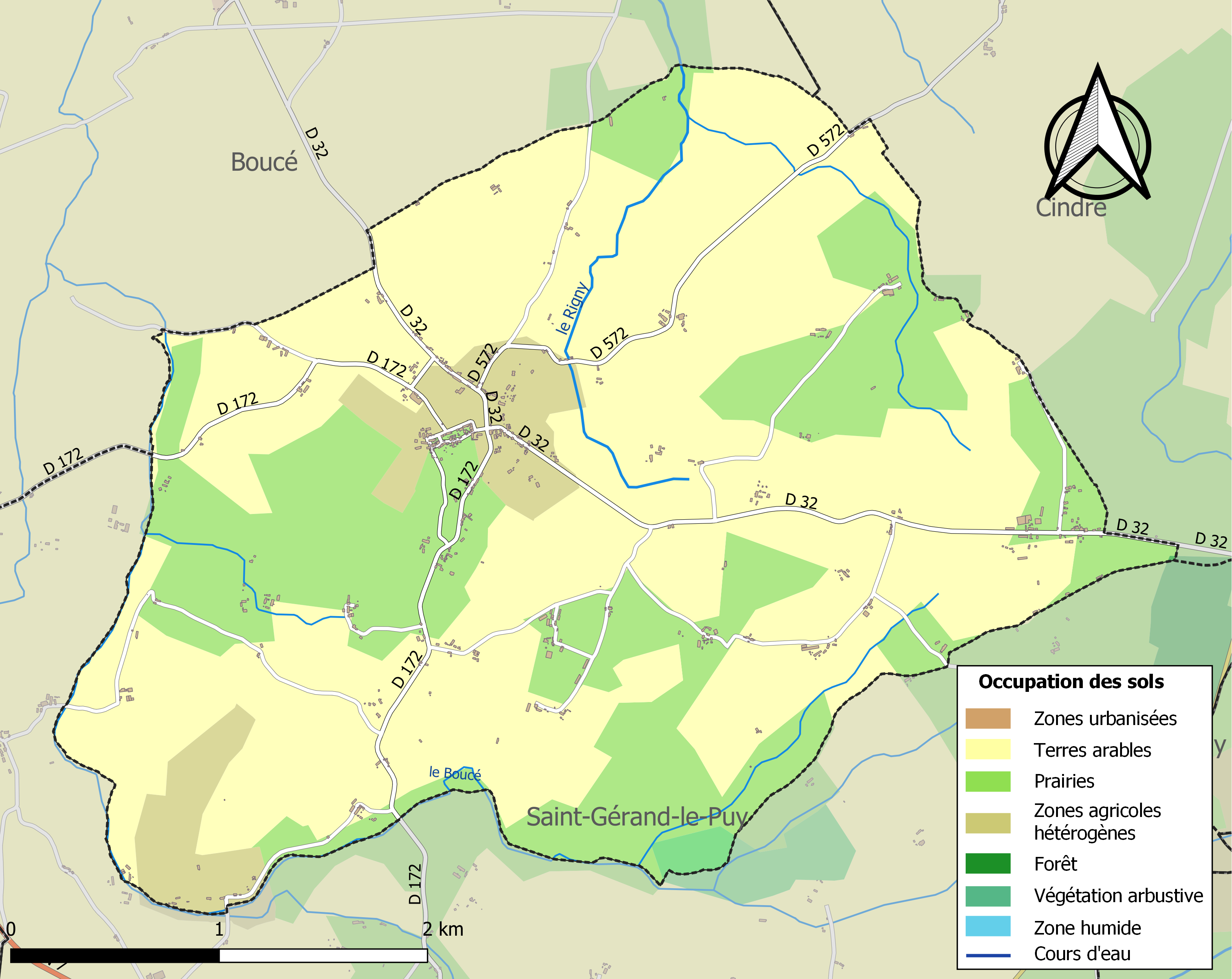
Carte des infrastructures et de l'occupation des sols de la commune en 2018 (CLC).

L'occupation des sols de la commune, telle qu'elle ressort de la base de données européenne d’occupation biophysique des sols Corine Land Cover (CLC), est marquée par l'importance des territoires agricoles (99,4 % en 2018), en augmentation par rapport à 1990 (97,2 %). La répartition détaillée en 2018 est la suivante : terres arables (62,5 %), prairies (30 %), zones agricoles hétérogènes (6,9 %), milieux à végétation arbustive et/ou herbacée (0,6 %).
L'IGN met par ailleurs à disposition un outil en ligne permettant de comparer l’évolution dans le temps de l’occupation des sols de la commune (ou de territoires à des échelles différentes). Plusieurs époques sont accessibles sous forme de cartes ou photos aériennes : la carte de Cassini (XVIIIe siècle), la carte d'état-major (1820-1866) et la période actuelle (1950 à aujourd'hui).

## Toponymie
Le toponyme est issu du latin mons, « montagne », « mont », et acutus, « aigu ».

## Politique et administration
| Période                                  | Période   | Identité               | Étiquette | Qualité                             |
| ---------------------------------------- | --------- | ---------------------- | --------- | ----------------------------------- |
| Les données manquantes sont à compléter. |           |                        |           |                                     |
| mars 2001                                | mars 2008 | René Grenier           |           |                                     |
| mars 2008                                | mai 2020  | Christine Martin-Tison |           | Retraitée salariée du secteur privé |
| mai 2020                                 | En cours  | Jean-Louis Périchon    |           | Retraité des télécommunications     |

## Population et société

### Démographie
L'évolution du nombre d'habitants est connue à travers les recensements de la population effectués dans la commune depuis 1793. Pour les communes de moins de 10 000 habitants, une enquête de recensement portant sur toute la population est réalisée tous les cinq ans, les populations de référence des années intermédiaires étant quant à elles estimées par interpolation ou extrapolation. Pour la commune, le premier recensement exhaustif entrant dans le cadre du nouveau dispositif a été réalisé en 2006.

En 2022, la commune comptait 301 habitants, en évolution de −1,63 % par rapport à 2016 (Allier : −1,38 %, France hors Mayotte : +2,11 %).
| 1793 | 1800 | 1806 | 1821 | 1831 | 1836 | 1841 | 1846 | 1851 |
| ---- | ---- | ---- | ---- | ---- | ---- | ---- | ---- | ---- |
| 287  | 335  | 307  | 314  | 333  | 960  | 922  | 965  | 992  |

| 1856 | 1861 | 1866 | 1872 | 1876 | 1881 | 1886  | 1891 | 1896 |
| ---- | ---- | ---- | ---- | ---- | ---- | ----- | ---- | ---- |
| 965  | 944  | 990  | 959  | 961  | 976  | 1 012 | 979  | 947  |

| 1901 | 1906 | 1911 | 1921 | 1926 | 1931 | 1936 | 1946 | 1954 |
| ---- | ---- | ---- | ---- | ---- | ---- | ---- | ---- | ---- |
| 918  | 880  | 877  | 850  | 753  | 734  | 686  | 645  | 642  |

| 1962 | 1968 | 1975 | 1982 | 1990 | 1999 | 2006 | 2011 | 2016 |
| ---- | ---- | ---- | ---- | ---- | ---- | ---- | ---- | ---- |
| 589  | 531  | 475  | 425  | 374  | 356  | 308  | 309  | 306  |

| 2021 | 2022 | - | - | - | - | - | - | - |
| ---- | ---- | - | - | - | - | - | - | - |
| 300  | 301  | - | - | - | - | - | - | - |

## Culture locale et patrimoine

### Lieux et monuments
- Château de Montaigu-le-Blin sur un monticule rocheux dans la plaine de « Forte-Terre ». Il est fondé au XIIIe siècle, et restauré au milieu du XVe siècle par Jacques de Chabannes et racheté à la fin du XIXe siècle par quatre familles de Montaigu, afin d'éviter son démantèlement afin de récupérer les pierres. Il a été classé monument historique le 14 avril 1926[23]. Le « donjon », est formé  par une haute enceinte flanquée de tours rondes très rapprochées, précédé d'une enceinte basse[24]. Dans les années suivant le rachat, différents travaux de consolidations ont été effectués par les propriétaires dont la réfection de la toiture du logis des de Chabannes. L'association CACIAURA, membre du réseau Etudes et Chantiers, organise chaque été au sein de la forteresse des chantiers internationaux de bénévoles, depuis les années 1970, pour contribuer à sa conservation et sa protection.
- Château de La Boulaize, XVIIe – XIXe siècles.
- Château de Poncenat, à 2,5 km au sud-ouest du bourg[25].
- Église Sainte-Anne.
- Chapelle de Ciernat.
- Parc ombragé, anciennement foirail, datant du début du XIXe siècle et inscrit au pré-inventaire des jardins remarquables[26].
- Nombreuses maisons bourgeoises, comme la demeure construite au XIXe siècle, dans le style néogothique, par la famille Mabru au pied des remparts du vieux château[27].
- Carrière calcaire (propriété de la société Vicat.

### Personnalités liées à la commune
- Philibert du Buysson de Douzon : commandant militaire de Moulins, puis député de la noblesse du Bourbonnais aux États-Généraux de 1789, le comte de Douzon (1736-1793) fut le dernier seigneur de Montaigu-le-Blin.
- Famille de Vaulx : Paul et Frantz de Vaulx des Morets, arrière-petits-fils de Claude Devaulx (notaire royal) furent les véritables rénovateurs de la culture dans cette région (la Forterre).
- Émile Clermont (1880-1916), normalien, philosophe et romancier. Sa mère appartenait à une vieille famille bourgeoise de Montaigu, où son fils aimait à passer ses vacances durant sa jeunesse.
- Jo Moutet, musicien, né à Montaigu en 1926.